# ОС Эльбрус
ОС Эльбрус (OSL) — дистрибутив Linux для процессоров архитектуры Эльбрус 2000 (E2K) и Эльбрус-90микро (SPARC), разработана в МЦСТ на основе ядра Linux. Оригинальная архитектура E2K требует оригинальных механизмов управления прерываниями, процессами, виртуальной памятью, сигналами, синхронизацией, тегированными вычислениями — практически всеми основными механизмами ОС, в связи с чем и был разработан этот продукт. Версия, предназначенная для работы в вычислительном комплексе Эльбрус-3М1, называется ОС Эльбрус OSL_3M1. Занесена в Единый реестр российских программ.
OSL_3M1 поддерживают работу в режиме реального времени (РВ). Для этого режима разработана собственная реализация POSIX-библиотеки pthread для управления потоками вычислений и синхронизации.
В OSL_3M1 разработаны средства поддержки защищённых вычислений на основе тегированной архитектуры Эльбрус 2000.
По заказу Министерства обороны РФ во ВНИИНС была создана адаптированная версия дистрибутива МСВС с использованием ядра OSL_3M1 — МСВС3М1, которая успешно прошла испытания в ноябре 2007 года.
Имеет 2-й класс НСД и 2-й уровень контроля недекларированных возможностей.

## Дистрибутивы
Версии дистрибутивов:
- ОПО «Эльбрус» — общее программное обеспечение;
  - Эльбрус Линукс — Собственная разработка МЦСТ, основанная на Linux From Scratch
- ОС «Эльбрус» — портированная версия Debian 8.11. Также известна под наименованием «Эльбрус-Д». Не следует путать с ОПО «Эльбрус»;
- PDK «Эльбрус» — (Platform Development Kit, набор разработчика) та же ОС, но с возможностями разработки. Как утверждается, это самая современная версия ОС. Она предназначена для скачивания и установки на компьютеры с процессорами российского производства;
- PDK «Эльбрус» для архитектуры x86 — ОС для процессоров с системой команд x86. При этом версия пакетов ОС «Эльбрус» для микропроцессоров с системой команд Elbrus сохранена.

| Название              | Версия дистрибутива | Версия ядра Linux | Аппаратные платформы                                       |
| --------------------- | ------------------- | ----------------- | ---------------------------------------------------------- |
| Эльбрус Линукс        | 6.0.1               | 5.4               | Эльбрус-8С Эльбрус-4С Эльбрус-1С+ x86-64 SPARC V9          |
| ОПО «Эльбрус»         | 3.0                 | 3.14              | Эльбрус-8С Эльбрус-4С Эльбрус-1С+ SPARC V9                 |
| ОПО «Эльбрус»         | 2.1                 | 2.6.33            | Эльбрус-4С Эльбрус-2С+ SPARC V9 SPARC V8                   |
| ОПО «Эльбрус»         | 2.0                 | 2.6.14            | Эльбрус-3М1 SPARC V8                                       |
| ОС «Эльбрус»          | 8.11                | 4.9               | Эльбрус-8С Эльбрус-4С Эльбрус-2С+ Эльбрус-1С+ SPARC V9 x86 |
| PDK «Эльбрус»         | 4.0                 | 4.9               | Эльбрус-8С Эльбрус-4С Эльбрус-1С+ SPARC V9                 |
| PDK «Эльбрус» для x86 | 4.0                 | 4.9               | x86-64 x86                                                 |
| PDK «Эльбрус» для x86 | 3.0                 | 3.14              | x86-64 x86                                                 |